# Heteropygas
Heteropygas là một chi bướm đêm thuộc họ Erebidae.